# مای اوکومورا
مای اوکومورا (انگلیسی: Mai Okumura؛ زادهٔ ۳۱ اکتبر ۱۹۹۰) بازیکن والیبال اهل ژاپن است.